# Dr. Thiago Duarte
Thiago Pereira Duarte (Porto Alegre, 14 de junho de 1972), mais conhecido no meio político como Dr. Thiago Duarte, ou simplesmente Dr. Thiago, é um médico e político brasileiro filiado ao União Brasil (UNIÃO).

## Biografia
Graduado em medicina pela Universidade Federal do Rio Grande do Sul (UFRGS) em 1997, concluiu residência médica em ginecologia e obstetrícia no Hospital Materno Infantil Presidente Vargas. Posteriormente, formou-se também em Direito pela Pontifícia Universidade Católica do Rio Grande do Sul (PUCRS). Exerceu a função de médico clínico-geral nomeado pela Prefeitura de Porto Alegre, além de ter atuado como perito-legista no serviço público estadual.

## Carreira política

### Vereador
Exerceu seu primeiro mandato como vereador em 2008, durante a 14ª Legislatura da Câmara Municipal de Porto Alegre, ao assumir como suplente pelo PDT, após ter concorrido na eleição municipal de Porto Alegre em 2004. Na eleição municipal de Porto Alegre em 2008, voltou a disputar o cargo e novamente ficou na suplência, assumindo durante a 15ª Legislatura, inicialmente como suplente e tornando-se titular em 2011, após a renúncia da vereadora Juliana Brizola, eleita deputada estadual.
Foi eleito vereador na eleição municipal de Porto Alegre em 2012, exercendo mandato na 16ª Legislatura, reeleito nas eleições de 2016 para a 17ª Legislatura, da qual renunciou em dezembro de 2018 após ser eleito deputado estadual no pleito daquele ano.

### Deputado estadual
Nas eleições de 2014, foi candidato a deputado estadual, pelo Partido Democrático Trabalhista (PDT), e ficou como suplente com 23.777 votos.
Nas eleições de 2018, foi candidato a deputado estadual, pelo Democratas (DEM), e foi eleito com 27.907 votos.
Nas eleições de 2022, foi candidato a deputado estadual pelo União Brasil (UNIÃO), sendo reeleito com 27.814 votos.

### Candidatura a vice-prefeito de Porto Alegre
Na Eleição municipal de Porto Alegre em 2024, lançou sua pré-candidatura à prefeitura. No entanto, retirou o seu nome para ser candidato a vice na chapa liderada por Juliana Brizola, composta pelo PDT, União Brasil e a Federação PSDB Cidadania.

### Secretário de Justiça, Cidadania e Direitos Humanos do Rio Grande do Sul
O deputado estadual Dr. Thiago Duarte foi anunciado como novo titular da Secretaria de Justiça, Cidadania e Direitos Humanos pelo governador Eduardo Leite, em 1º de julho de 2025, durante cerimônia no Palácio Piratini. Ele sucede Fabrício Peruchin, que estava à frente da pasta desde 2023.

## Desempenho eleitoral
| Ano  | Eleição                        | Cargo             | Partido | Votos   | Resultado  | Ref.   |
| ---- | ------------------------------ | ----------------- | ------- | ------- | ---------- | ------ |
| 2004 | Municipal de Porto Alegre      | Vereador          | PDT     | 2.495   | Suplente   | [ 9 ]  |
| 2008 | Municipal de Porto Alegre      | Vereador          | PDT     | 6.100   | Suplente   | [ 10 ] |
| 2012 | Municipal de Porto Alegre      | Vereador          | PDT     | 11.935  | Eleito     | [ 11 ] |
| 2014 | Estaduais do Rio Grande do Sul | Deputado estadual | PDT     | 23.777  | Suplente   | [ 4 ]  |
| 2016 | Municipal de Porto Alegre      | Vereador          | DEM     | 12.669  | Reeleito   | [ 12 ] |
| 2018 | Estaduais do Rio Grande do Sul | Deputado estadual | DEM     | 27.907  | Eleito     | [ 5 ]  |
| 2022 | Estaduais do Rio Grande do Sul | Deputado estadual | UNIÃO   | 27.814  | Reeleito   | [ 6 ]  |
| 2024 | Municipal de Porto Alegre      | Vice-prefeito     | UNIÃO   | 136.783 | Não eleito | [ 13 ] |